# Peyu
Lluís Jutglar Calvés, conocido como Peyu (Las Masías de Voltregá, Barcelona, 5 de agosto de 1986) es un actor y humorista catalán, conocido por sus apariciones en radio, televisión y teatro. Licenciado en Comunicación audiovisual por la Universidad Autónoma de Barcelona.

## Trayectoria
Con 16 años creó su primer espectáculo teatral de humor junto a Roger Codina titulado: Kisca, Kisca. Colaboró en programas de televisión como Piscina comunitària (2009) y Working (2009) en Canal Català TV. Inició su trayectoria en la radio en El matí i la mare que el va parir de Ràdio Flaixbac. Actualmente se le puede escuchar en el Fricandó matiner de RAC 105 y en Versión RAC 1 de Toni Clapés. Ha colaborado en otros programas como La tribu (2014) o El suplement (2012-2013) de Catalunya Radio.
Antes aparecía en televisión en el programa Alguna pregunta més? de TV3 donde tiene una sección dedicada a destacar las chapuzas urbanísticas de Cataluña bajo el título OLE TÚ. A raíz de esta sección en 2015 publica su primer libro: Oletú, els millors nyaps urbanístics catalans editado por ARA Llibres, que se convirtió en el segundo libro más vendido en Sant Jordi de 2015.
También colabora como humorista en el programa Cómics Show presentado por Àngel Llàcer. Desde 2017 a  2018 realizaba la sección en el programa de humor APM? Els catalans fan coses (Los catalanes hacen cosas) donde recorre los pueblos de Cataluña donde pone a prueba a sus habitantes.
En junio de 2017 se estrena la película Mil cosas que haría por tí, dirigida por Dídac Cervera, donde tiene un papel destacado junto a Peter Vives e Iris Lezcano.
Hoy en día colabora en el programa Està Passant de TV3.
De 2019 a 2022 presentaba el programa Bricoheroes de TV3 junto a Jair Domínguez.
Actualmente copresenta "El Búnquer" en Catalunya Ràdio, un programa de humor y tertúlia junto a Jair Domínguez y Neus Rosell.